# Largo Winch 2. – A burmai összeesküvés
A Largo Winch 2. – A burmai összeesküvés (eredeti cím: Largo winch 2. – The Burma Conspiracy)  2011-ben bemutatott francia romantikus akciófilm, vígjáték. Rendező Jérôme Salle. A film előzménye a 2008-as Largo Winch.

## Cselekménye
|  | Alább a cselekmény részletei következnek! |

Largo Winch, a Winch-birodalom örököse elhatározza, hogy eladja a cégeit és a bevételt jótékonysági célokra fordítja. Azonban az ENSZ államügyésze emberiség ellen elkövetett bűntettel vádolja. A vád szerint apja három évvel korábban egy burmai falu lakosainak lemészárlását pénzelte, mert a terület ásványkincsekben gazdag. Történetesen Largo abban az időben (három évvel ezelőtt) éppen Burmában tartózkodott. A „Pandora” fedőnevű számla felett jelenleg Largo Winch rendelkezik, de neki nincs is tudomása a számla létezéséről.
Largo felkeresi apja régi barátját, Alexander Jungot (aki majdnem meghal a jelenlétében), majd Hongkongba utazik, ahol egy hajón, nemzetközi vizeken aláírja a cége eladásáról szóló szándéknyilatkozatot (ami visszavonhatatlan). Az aláírás után a rendőrség megszállja a hajót, megérkezik az ENSZ ügyésze, és amikor egy holttestet találnak az egyik kabinban, Largót letartóztatják.
Largo három évvel korábban Burmában élt egy bennszülött nővel, de a helyi lázadókkal való ellentéte miatt távoznia kellett. Távozása közben megmenti egy európai turista életét.
Az ENSZ körözést ad ki Largo ellen és egy tanú bemutatását ígéri Bangkokban, így Largo elhatározza, hogy odautazik. A koronatanú nem más, mint az a nő, akit három évvel korábban szeretett. Most viszont ellene vall. Largót letartóztatják. Mivel a vád gyenge lábakon áll, Largót elengedik. Azonnal Burmába utazik, ahol a szeretett nőt egy gonosz tábornok fogva tartja több más fogollyal együtt. Largo ide igyekszik és az ellenállók is segítenek neki a kiszabadításában. A tábornok fogva tartja a nő gyerekét, ezzel zsarolta  a hamis vallomásra Largo ellen. Hajlandó átadni a gyereket 25 millió dollár ellenében. Largo átutalja a pénzt a „Pandora” számláról, amin eredetileg 65 millió dollár volt. Elmenekülnek a nővel és a gyerekkel, azonban a hotelban, ahol megszállnak, zsoldosok megtámadják őket. A nő meghal, Largo elmenekül e gyerekkel, aki 2,5 éves és a jelek szerint az ő fia.
|  | Itt a vége a cselekmény részletezésének! |

## Szereposztás
- Tomer Sisley : Largo Winch
- Sharon Stone : Diane Francken
- Ulrich Tukur : Dwight Cochrane
- Olivier Barthélémy : Simon Ovronnaz
- Mamee Napakpapha Nakprasitte : Malunaï, Largo barátnője Burmában
- Laurent Terzieff : Alexandre Jung – utolsó filmszerepe
- Nicolas Vaude : Gauthier
- Anatole Taubman : Beaumont
- Miki Manojlovic : Nerio Winch, Largo biológiai apja
- Carlo Brandt : Freddy Kaplan
- Elizabeth Bennet : Miss Pennywinckle
- Clemens Schick : Dragan Lazarevic, bérgyilkos
- François Montagut : Clive Hanson
- Chantal Banlier : Jung ápolója
- Nirut Sirichanya : Kyaw Min tábornok
- Dmitry Nazarov : Virgil Nazatchov
- Praptpapol Suwanbang : Kadjang
- Weronika Rosati : Anna
- Leonardo Gillosi : Noom
- John Arnold : Thomas Jung
- Wolfgang Pissors : Attinger
- Olivia Jackson : Chloe
- Georges Siatidis : svájci bíró
- Sonia Couling : Wang
- Sahajak Boonthanakit : Dan Khongpipat
- Philippe van Kessel : Vladimir Podolsky
- Teerawat Mulvilai : Sam Sak
- Saichia Wongwirot : Ko Sin
- Tim Luscombe : John Stewart
- Gérald Marti : Jung sofőrje
- Marc Ruchmann : Brian
- Charlie Dupont : Vladimir Podolsky

## Díjak, jelölések
- 2011, World Soundtrack Awards, „az év filmes komponistája” – Alexandre Desplat

## A film készítése

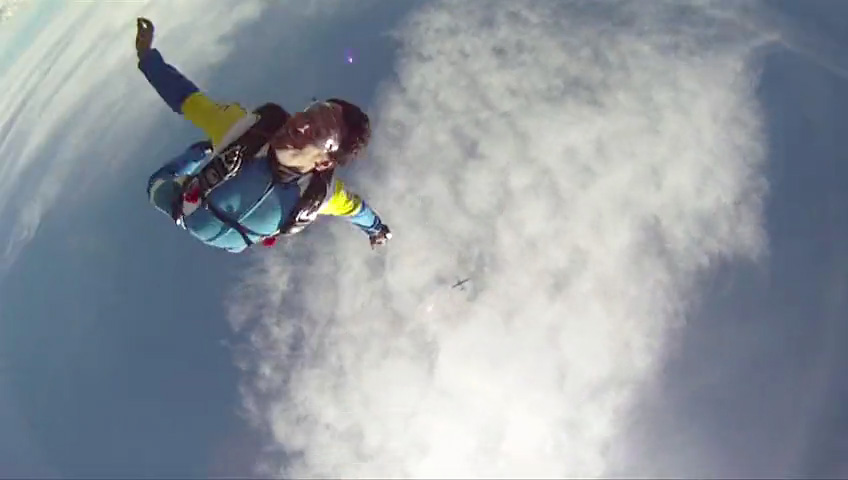
Tomer Sisley a filmbeli ejtőernyős szabadesés gyakorlása közben

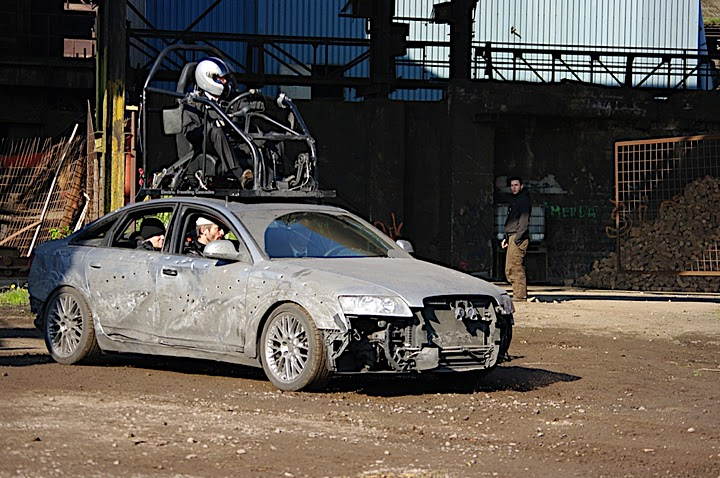
A filmben a kaszkadőrök által használt Audi gépkocsi

Tomer Sisley kaszkadőr és trükkfelvétel nélkül végezte az ejtőernyős ugrást. Ezt 2010 augusztusában vették fel.

## Forgatási helyszínek
- Charleroi, Wallonia, Belgium – autós üldözés
- Németország
- Hongkong, Kína
- London, Anglia, UK
- Mae Hong Son, Thaiföld (Pangmapha)
- Merksem, Antwerpen, Flanders, Belgium (városháza)
- Thaiföld

## Fordítás
Ez a szócikk részben vagy egészben  a   Largo Winch 2 című francia Wikipédia-szócikk fordításán alapul.  Az eredeti cikk szerkesztőit annak laptörténete sorolja fel. Ez a jelzés csupán a megfogalmazás eredetét és a szerzői jogokat jelzi, nem szolgál a cikkben szereplő információk forrásmegjelöléseként.